# 第511輜重連隊 (フランス軍)
第511輜重連隊（だいごひゃくじゅういちしちょうれんたい、511e régiment du train：511e RT）は、コート＝ドール県Auxonneに駐屯する、第1後方支援旅団隷下のフランス陸軍の後方支援連隊である。
兵種は輜重など、伝統的区分は輜重兵である。

## 沿革
- 1944年：第511輸送群としてモロッコにて編成される。
- 1945年：終戦後一度解隊される。
- 1947年：第一次インドシナ戦争の激化に伴い再編成される。
- 1956年：Auxonneに移駐。
- 1975年：第511重輸送群に改編。
- 1978年：第511輜重連隊に改編。

## 最新の部隊編成
- 連隊本部
- 本部管理中隊
- 管理支援中隊
- 第1補給中隊
- 第2補給中隊
- 第1輸送中隊
- 第2輸送中隊
- 道路運行中隊
- 基礎訓練中隊
- 予備輸送中隊

## 任務
- 第1線部隊に対する補給支援
- 車両輸送支援

### 定員
- 装輪装甲車9両、P4 100台、大小トラック300台、オートバイ70台を装備する。

## 主要装備
- GIAT BM92-G1
- FA-MAS
- FR-F2
- AAT-F1
- AA-52
- 12.7mm重機関銃
- VAB
- P4
- TRM 2000
- TRM 4000
- TRM 10000
- GBC 180